# Tadeusz Gąsienica-Giewont
Tadeusz Gąsienica-Giewont (ur. 29 maja 1915 w Zakopanem, zm. 1 kwietnia 1999 tamże) – polski przewodnik i ratownik tatrzański oraz aktor i muzyk w podhalańskich zespołach ludowych, współzałożyciel zakopiańskiego Zespołu Regionalnego im. Klimka Bachledy.

## Życiorys
Z zawodu był rolnikiem i elektromonterem. Przed wybuchem II wojny światowej brał udział w budowie ścieżek w Tatrach. We wrześniu 1939 roku brał udział w polskiej wojnie obronnej. Od 1946 roku pracował jako przewodnik tatrzański i ratownik (w latach 1951–1973 zawodowy ratownik Tatrzańskiego Ochotniczego Pogotowia Ratunkowego (TOPR), a następnie Górskiego Ochotniczego Pogotowia Ratunkowego (GOPR)). Należał do władz Koła Przewodników Tatrzańskich w Zakopanem.
Jeszcze w latach 30. XX wieku rozpoczął występy w kapelach podhalańskich i zespołach regionalnych jako skrzypek. Był współzałożycielem zakopiańskiego Zespołu Regionalnego im. Klimka Bachledy. Jako aktor wystąpił również w kilku filmach, a także udzielał się jako konsultant filmowy.
Zmarł 1 kwietnia 1999 roku. Został pochowany na Cmentarzu na Pęksowym Brzyzku w Zakopanem (sektor P-II-67).

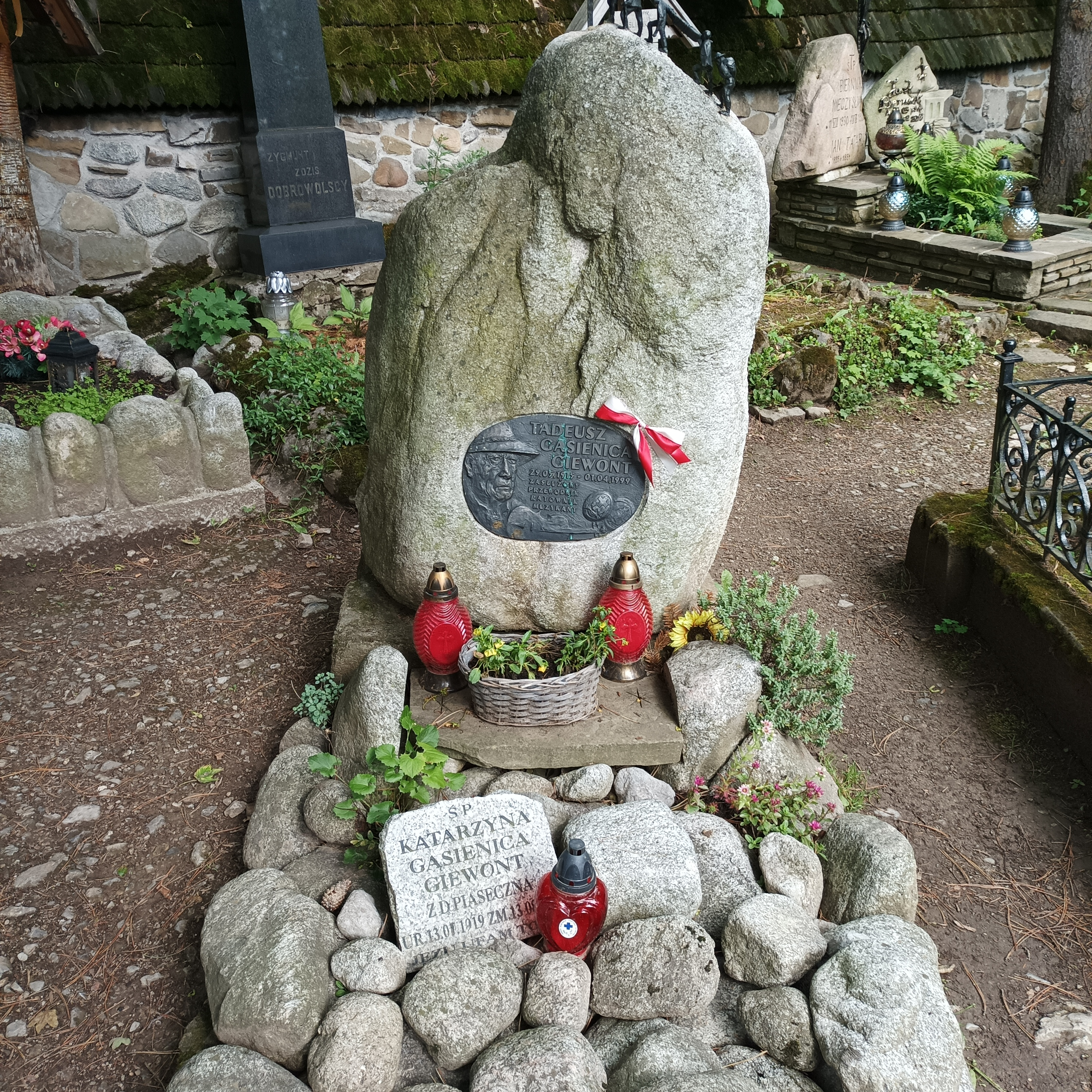
Grób Tadeusza Gąsienicy-Giewonta na Cmentarzu Zasłużonych na Pęksowym Brzyzku